# 13531 Weizsäcker
13531 Weizsäcker è un asteroide della fascia principale. Scoperto nel 1991, presenta un'orbita caratterizzata da un semiasse maggiore pari a 3,0464762 UA e da un'eccentricità di 0,0694043, inclinata di 8,26034° rispetto all'eclittica.
Il corpo è stato dedicato al fisico Carl Friedrich von Weizsäcker.